# Melanochaeta hemipsila
Melanochaeta hemipsila är en svampart som först beskrevs av Berk. & Broome, och fick sitt nu gällande namn av E. Müll., Harr & Sulmont 1969. Melanochaeta hemipsila ingår i släktet Melanochaeta och familjen Chaetosphaeriaceae.   Inga underarter finns listade i Catalogue of Life.